# Paul Revellio
Paul Revellio (* 24. September 1886 in Hüfingen; † 1. Juli 1966 in Villingen) war ein deutscher Lehrer und Heimatforscher.

## Leben und Wirken
Revellio wurde als Sohn des Buchdruckers Carl Revellio geboren. Er besuchte zunächst die Volksschule in Hüfingen und anschließend das Gymnasium in Donaueschingen. Anschließend studierte er Geschichte an der Universität Freiburg und wurde dort 1913 bei Heinrich Finke mit einer Dissertation zu Hans dem Gelehrten von Schellenberg promoviert. Nach dem Staatsexamen 1911 arbeitete er zunächst am Gymnasium in Donaueschingen. 1914 ließ er sich beurlauben, um Assistent an der Römisch-Germanischen Kommission in Frankfurt zu werden, wurde jedoch schon bald zum Kriegsdienst eingezogen. Ab 1919 war er als Lehrer am Realgymnasium Villingen tätig, ab 1920 als Gymnasialprofessor. 1945 wurde er entlassen, nach der Entnazifizierung 1948 wieder eingestellt und im Jahr 1952 pensioniert.
Daneben war er ab 1921 Stadtarchivar und Kustos der Städtischen Sammlungen, des heutigen Franziskanermuseums, in Villingen und veröffentlichte in dieser Funktion zahlreiche Beiträge zur Frühgeschichte und Kunstgeschichte seiner Heimat. Er förderte den Aufbau und den Erhalt der Villinger Sammlungen. Insbesondere leistete er wesentliche Beiträge zur Erforschung vor- und frühgeschichtlicher Fundstellen in der Baar. Als Grabungsleiter war er an den Ausgrabung des Kastell Hüfingen und dem Römischen Gutshof von Bargen, einem Stadtteil von Engen, beteiligt. 
1952 wurde er mit dem Verdienstkreuz am Bande der Bundesrepublik Deutschland geehrt.

## Schriften (Auswahl)
Paul Revellio verfasste zahlreiche Aufsätze und ein umfassendes Buch zur Geschichte der Stadt Villingen und ihrer Umgebung.
- Aus der Ur- und Frühgeschichte der Baar. Schwenningen 1932.
- Aus der Geschichte der Baar im Mittelalter. In: Einwohnerbuch Schwenningen. Schwenningen 1935, S. 5–43.
- Das Kastell Hüfingen (= Der obergermanisch-raetische Limes des Roemerreiches. 5, Nr. 62a). Petters, Berlin/Leipzig 1937, DNB 36161280X.
- Villingen im Schwarzwald. Die alte Stadt. Ein kurzer Führer zu ihrer Geschichte, ihrem alten Kulturgut u. ihren Baudenkmälern. Villingen 1936, DNB 361612818.
- Beiträge zur Geschichte der Stadt Villingen. Gesammelte Arbeiten. Ring-Verlag, Villingen 1964, DNB 454004915.